# 박연수 (1953년)
박연수(朴演守, 1953년 12월 8일 ~ )는 전북 정읍 출신의 대한민국 공무원이다. 인천직할시 도시계획국장으로 재직 중이던 1986년에 인천국제공항과 송도국제도시를 최초로 구상한 인물이다.

## 학력
- 1968.03 ~ 1971.02: 서울 성남고등학교
- 1971.03 ~ 1979.02: 고려대학교 토목공학과 국내 학사
- 1986.03 ~ 1988.08: 연세대학교 대학원 도시계획과 국내석사
- 1992.03 ~ 1997.08: 연세대학교 대학원 도시계획과 국내박사

### 비학위 수료
- 1999: 미국 조지타운 대학교 객원연구원(공공정책연구)

## 경력
- 인천직할시 도시계획국장
- 인천직할시 공영개발사업단장
- 인천직할시 교통관광국장
- 인천직할시 지역경제국장
- 인천직할시 재무국장
- 인천직할시 동구청장
- 내무부 방재계획과장
- 내무부 재난총괄과장
- 내무부 기획과장
- 미국 조지타운대학교 객원연구원
- 인천광역시 기획관리실장
- 인하대학교 겸임교수
- 행정자치부 공기업과장
- 행정자치부 감사관
- 행정자치부 지방재정세제본부장
- 행정자치부 지방혁신인력개발원장
- 소방방재청 차장
- 소방방재청장
- 서강대학교 초빙교수
- 국민의힘 윤석열 제20대 대통령 선거 예비후보 국민캠프 조직본부 특보단 경제정책특보
- 한국안전리더스포럼포럼 고문

## 수상
- 1982.03.02: 건설부장관
- 2012.07.04: 홍조근정훈장

## 저서
- 화단에 서서(시집, 1974, 대학관)
- 대한민국의 지도를 바꿔 놓은 남자(2008, 한국경제신문)